# خسه رودریگز
خِسه رودریگز روییز (اسپانیایی: Jesé Rodríguez Ruiz‎؛ زادهٔ ۲۶ فوریهٔ ۱۹۹۳) بازیکن فوتبال اهل اسپانیا است که در پست وینگر برای باشگاه جوهور دارلتعظیم در لیگ مالزی بازی میکند 
وی در فصل ۱۳–۲۰۱۲ رکورد گلزنی بوتراگِنیو، اسطورهٔ رئال مادرید در کاستیا را شکست و با ۲۱ گل آقای گل لیگ ۲ اسپانیا شد. خسه آقای گل و بهترین بازیکن یوروی زیر ۱۹ سال شد و همچنین نمایش خیره‌کنندهٔ او در جام جهانی زیر ۲۰ ساله‌ها توجه‌ها را به سمت وی جلب کرد. او در تابستان سال ۲۰۱۶ به باشگاه پاری سن ژرمن پیوست.

## افتخارات
رئال مادرید:
لیگ قهرمانان اروپا(۲)
لیگ اسپانیا(۱)
جام حذفی (۱)
سوپرجام اسپانیا(۱)
پاری سن ژرمن:
لیگ فرانسه(۱)
- آقای گل و بهترین بازیکن یوروی زیر ۱۹ سال

- مدال برنز در تیم ملی زیر ۱۷ اسپانیا